# Heliophanus bisulcus
Heliophanus bisulcus este o specie de păianjeni din genul Heliophanus, familia Salticidae, descrisă de Wesolowska, 1986. Conform Catalogue of Life specia Heliophanus bisulcus nu are subspecii cunoscute.